# Грешта Микола Петрович
Микола Петрович Грешта (нар. 25 лютого 1984, Львів, УРСР) — український футболіст, захисник.

## Життєпис
Народився у Львові, вихованець молодіжної академії місцевих «Карпат». До 2001 році захишав кольори «левів» у ДЮФЛУ. Дорослу футбольну кар'єру розпочав у 2001 році в третій команді «Карпат», за яку дебютував 7 жовтня 2001 року в нічийному (1:1) домашньому поєдинку 12-о туру групи А Другої ліги проти ужгородського «Закарпаття-2». Микола вийшов на поле на 60-й хвилині, замінивши Олександра Дележу. Дебютним голом на професіональному рівні відзначився 2 листопада 2002 року на 40-й хвилиі програного (1:2) виїзного поєдинку 14-о туру групи А Другої ліги проти київського «Динамо-3». Гоешта вийшов на поле в стартовому складі та відіграв увесь матч. Виступав також за другу команду «Карпат», за першу команду ж не зіграв жодного офіційного поєдинку. У складі «Карпат-2» у Першій лізі відіграв 58 матчів та відзначився 6-а голами, за «Карпати-3»/«Галичину Карпати» — у Другій лізі провів 38 поєдинків (3 голи). 
Напередодні початку сезону 2005/06 років перейшов до бурштинського «Енергетика». Дебютував за «енергетиків» 30 липня 2005 року в програному (1:3) виїзному поєдинку 1-о туру Першої ліги проти бориспільського «Борисфена». Микола вийшов на поле в стартовому складі, а на 57-й хвилині його замінив Костянтин Деревльов. Наступним клубом Грешти став  «Газовик-Скала». У першій частині сезону зіграв 12 матчів, а під час зимової перерви залишив розташування клубу. Дебютував за стрийський колектив 16 березня 2006 року в переможному (3:0) виїзному поєдинку 19-о туру Першої ліги проти «Бершаді». Микола  вийшов на поле на 87-й хвилині, замінивши Андрія Ханаса. У 2008 році виступав за аматорські клуби «Пустомити», «Галичина» (Львів) та «Рава».
Сезон 2006/07 років розпочав у тернопільській«Ниві». Дебютував за «хліборобів» 15 серпня 2006 року в переможному (3:1) домашньому поєдинку 3-о туру групи А Другої ліги проти «Інтера» (Боярка). Грета вийшов на поле в стартовому складі та відіграв увесь матч. Дебютним голом за тернополян відзначився 26 листопада 2006 року на 86-й хвилині переможного (1:0) домашнього поєдинку 18-о туру групи А Другої ліги проти «Інтера» (Боярка). Микола вийшов на поле в стартовому складі та відіграв увесь матч, а на 87-й хвилині отримав жовту картку. У команді провів півтора сезони, у Другій лізі зіграв 39 матчів (3 голи), ще 3 матчі (1 гол) відіграв у кубку України.
Восени 2008 року виїхав до Польщі, де підписав контракт зі «Сталлю» (Стальова Воля), але за команду не зіграв жодного офіційного поєдинку. Після чого перейшов до третьолігового «Спартакуса» (Шароволя). У 2009 році повернувся до України, де став гравцем «Шахтаря» (Червоноград). З 2011 по 2014 рік виступав в аматорських клубах «Карпати» (Коломия), «Рух» (Винники), «Поляна», «Карпати» (Кам'янка-Бузька), «Демня» та «Стандарт» (Артасів).
У 2015 році знову виїхав до Польщі, де виступав у складі «Вкра» (Журомін) з четвертої ліги. Наступного року виїхав до Канади, де став гравцем «Юкрейн Юнайтед» з Канадської ліги. За підсумками другого сезону в Канаді допоміг клубу з Торонто виграти Другий дивізіон чемпіонату Канади та підвищитися в класі. А на третій рік допоміг «Юкрейн Юнайтед» виграти Перший дивізіон канадської ліги сокеру.